# Lunet B
Lunet B is een lunet aan de Hoornwerkstraat in Breda. Het is het laatste restant van de vestingwerken rondom Breda.

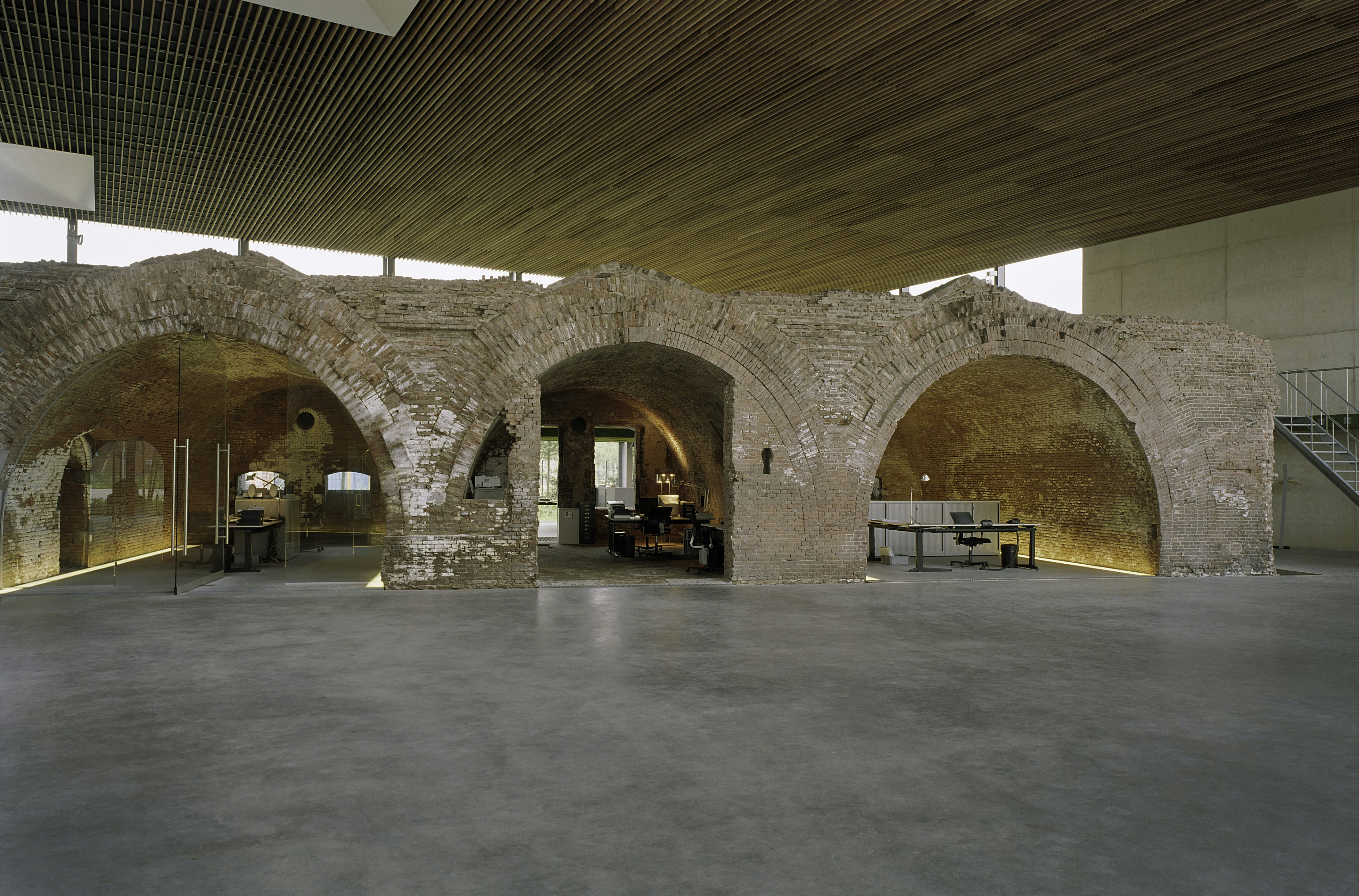
Interieur, overzicht rechterdeel van Lunet B - Breda - 20375710 - RCE

## Geschiedenis
In 1841 is bij Koninklijk Besluit opdracht gegeven tot de bouw van Lunet A en B te Breda. Gevreesd werd voor een inval vanuit België. De lunetten maakten dan ook onderdeel uit van het zogenaamde Antwerpse Front. De Lunet heeft de vorm van twee vleugels met drie ruimtes voor een mortier (kazemat) en met twee kanonkazematten en een kruitmagazijn. Dit type van verdedigingswerk is uniek in Nederland.
25 jaar na de aanleg van deze laatste verdedigingswerken, werd de vesting Breda bij Koninklijk Besluit opgeheven en kon de ontmanteling beginnen. Lunet A werd in 1914 ten behoeve van een nieuw te bouwen kweekschool gesloopt. Lunet B bleef als enige overblijfsel van de vesting Breda bestaan.

## Restauratie en herbestemming
In 2005 is, door middel van de realisatie van een glazen kubusvormig kantoorgebouw over de vervallen ruïne, een weerbestendige bescherming voor het monument gebouwd. Bij het ontwerp heeft de zichtbaarheid van de ruïne als uitgangspunt gediend. Door een gebouw van glas te maken, ontstaat het idee dat er een zeer grote steen wordt geëxposeerd in een vitrine. Het contrast tussen de materialen glas en steen versterkt het verschil tussen het historische monument en de nieuwe functie als kantoorpand.